# Máfil
Máfil è un comune del Cile della provincia di Valdivia nella Regione di Los Ríos. Al censimento del 2002 possedeva una popolazione di 7.213 abitanti.

## Società

### Evoluzione demografica
| Censimento del 1992 | Censimento del 2002 |
| 7.176 ab.           | 7.213 ab.           |